# Maria di Rohan

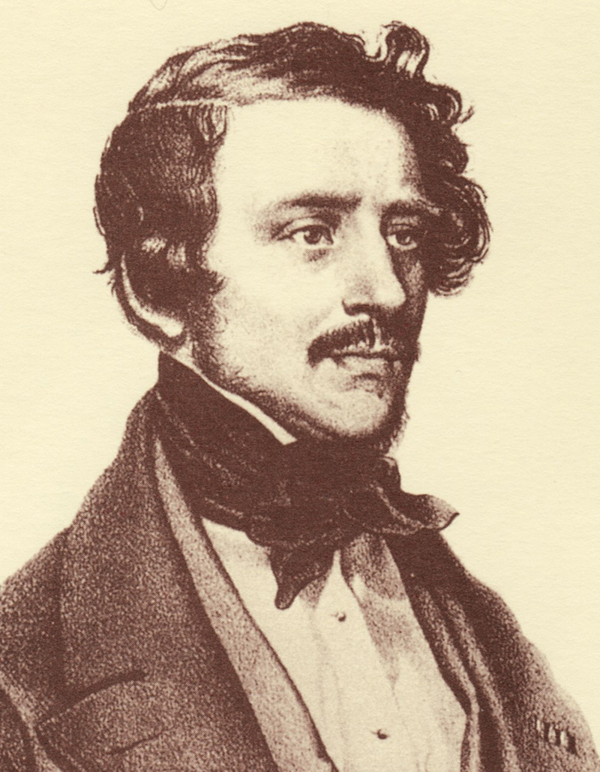
Gaetano Donizetti.

Maria di Rohan är en italiensk opera i tre akter med musik av Gaetano Donizetti och libretto av Salvatore Cammarano efter pjäsen Un duel sous le Cardinal de Richelieu av Lockroy och Edmond Badon (1832).

## Historia
Några dagar efter den bejublade premiären på Don Pasquale i Paris reste Donizetti till Wien för att komponera Maria di Rohan, och på mindre än 14 dagar var han klar med partituret. Då repetitionerna inleddes var han redan i gång med nästa opera (Dom Sébastien), men han dirigerade själv premiären den 5 juni 1843 på Kärntnertortheater, som blev en av hans livs största triumfer.
Även efter uruppförandet av den franska versionen den 14 november 1843 på Comédie-Italienne i Paris hyllades han som en av sin tids största operaskapare, men Maria di Rohan har aldrig slagit igenom internationellt.

## Personer
- Maria, grevinna av Rohan (sopran)
- Riccardo, greve av Chalais (tenor)
- Enrico, hertig av Chevreuse (baryton)
- Armando di Gondì (tenor)
- Viscont av Suze (bas)
- de Fiesque (bas)
- Aubry, sekreterare till Chalais (tenor)
- En vän till Chevreuse (bas)
- Riddare, kungens hov, pager, vakter (kör)

## Handling

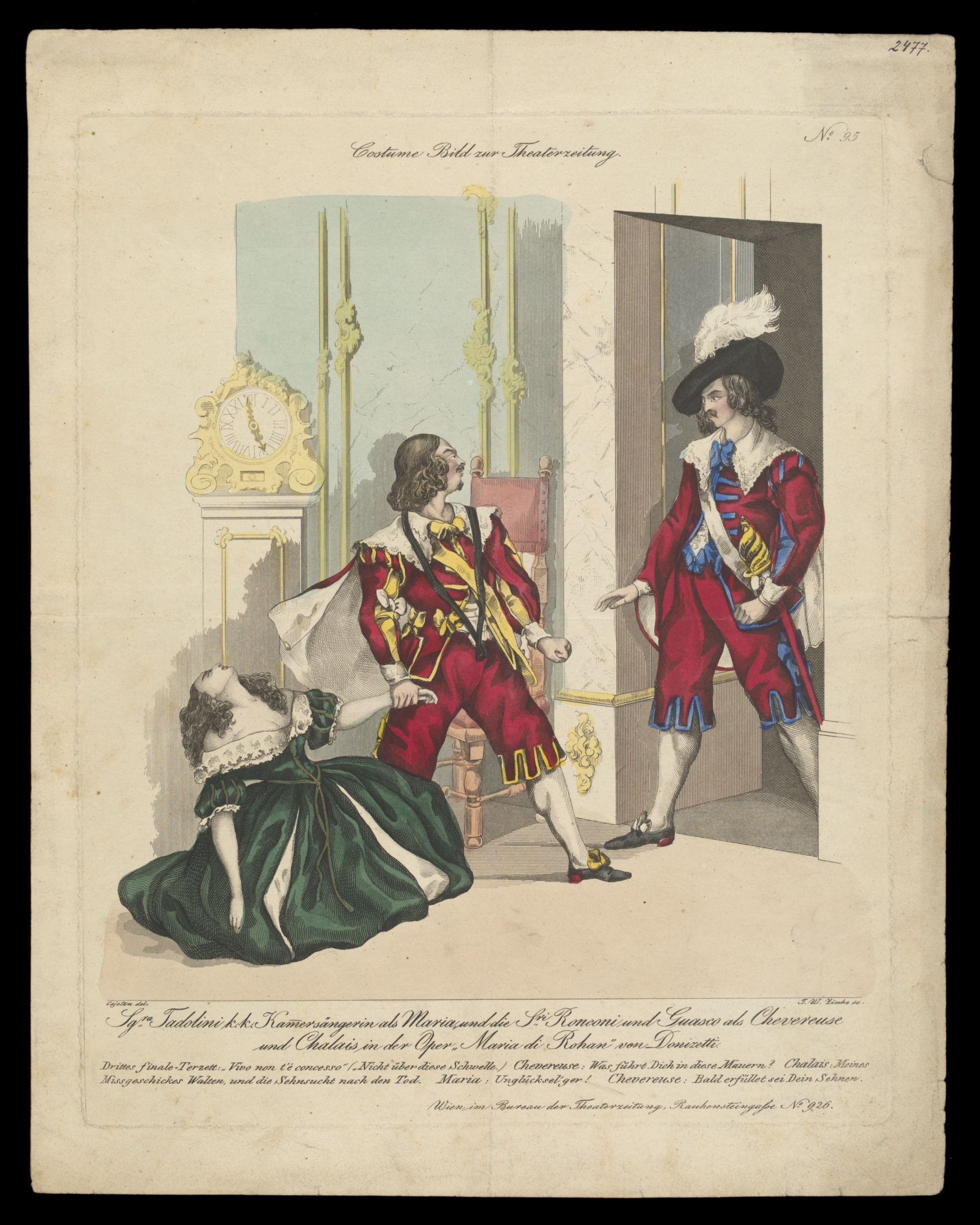
Kostymskisser till sista scenen av Maria di Rohan.

ca 1630, Paris.

### Akt I
Maria di Rohan är i all hemlighet gift med hertigen av Chevreuse, Enrico, som har dödat den mäktige kardinal Richelieus brorson i en duell. Därför är han dödsdömd, men Maria har sökt upp sin förre älskare greve Riccardo av Chalais, som är Ludvig XIII:s gunstling, och bett honom lägga ett gott ord för Enrico. Han lyckas utverka en benådning. Riccardo älskar fortfarande Maria men vet inte att Enrico är hennes äkta man, så när Armando di Gondi kommer med nedsättande ord om Maria utmanar Riccardo honom på duell. Enrico, som nu står i tacksamhetsskuld till Riccardo, begär att få vara hans sekundant. Enrico avslöjar att han är gift med Maria, Riccardo blir förkrossad och Maria förstår att hon alltjämt älskar honom. 

### Akt II
Före duellen skriver Riccardo ett avskedsbrev till Maria, men Gondi ber om uppskov med duellen. Maskerad uppsöker Maria Riccardo och uppmanar honom att fly eftersom hans fiende kardinal Richelieu efter en tid i onåd åter har kommit till makten, men då kommer Enrico för att hämta honom till duellen och Maria gömmer sig. Enrico skyndar i förväg, och Maria och Riccardo tar ett lidelsefullt avsked av varandra.

### Akt III
Enrico utkämpar duellen i Riccardos ställe och blir sårad. Olyckligtvis har Riccardos avskedsbrev till Maria blivit uppsnappat och deras kärlek riskerar att avslöjas. Dessutom har Richelieu förtalat Riccardo inför kungen, och Enrico vill därför hjälpa honom att fly. Avskedsbrevet ger emellertid vid handen att hans vän och hans hustru har bedragit honom, och han utmanar Riccardo på duell och dödar honom. Marias straff blir alltså att fortsätta att leva som hustru åt den som har dödat hennes älskade.